# Agrotis atra
Agrotis atra är en fjärilsart som beskrevs av Corti 1932. Agrotis atra ingår i släktet Agrotis och familjen nattflyn. Inga underarter finns listade i Catalogue of Life.